# Conchyloctenia
Conchyloctenia is een geslacht van kevers uit de familie bladkevers (Chrysomelidae).
De wetenschappelijke naam van het geslacht werd in 1902 gepubliceerd door Spaeth.

## Soorten
- Conchyloctenia aspidiformis Borowiec, 1994
- Conchyloctenia capensis Swietojanska & Borowiec, 2002
- Conchyloctenia hybrida (Boheman, 1854)